# 伝説のクソゲー大決戦
『伝説のクソゲー大決戦〜今甦る!記憶に残る迷作たち〜』（でんせつのクソゲーだいけっせん いまよみがえる きおくにのこるめいさくたち）は、2008年11月9日にMONDO21で放送されたバラエティ番組。
なお、本稿では2009年11月から2010年4月までMONDO21でレギュラー放送された『新・伝説のクソゲー大決戦〜今甦る!記憶に残る迷作たち〜』についても記載する。

## 伝説のクソゲー大決戦
60分のスペシャル番組として放送。ゲーム好きのお笑い芸人が、ピエール瀧に「クソゲー」と呼ばれるゲームソフトを紹介してプレイもしてもらい、その中から最優勝クソゲーを決定した。

### 出演者
- ピエール瀧
- ヒットマン（河野和男、林田竜次）
- フジタ
- スパローズ（森田悟、大和一孝）
- Theかれー王

### スタッフ
- 企画・構成 : DEF.GROUND
- ディレクター : 榎本健太郎（DEF.GROUND）
- 制作技術
  - TP : 鶴林克輝（チカラカンケイ）
  - TM : 岩井主税（チカラカンケイ）
  - CAM : 佐保真弓
  - AUD : ワタナベさん
  - CAA : さいとうはやと
- 技術協力 : 株式会社ワン・ツー・ワン・プロダクツ
- プロデューサー : 関根雅史（JIC） 永田大作（DEF.GROUND）
- 制作協力 : DEF.GROUND
- 製作・著作 : MONDO21/JIC

## 新・伝説のクソゲー大決戦
スペシャル番組の後、2009年11月より30分のレギュラー番組となった。初回放送は木曜24:00–24:30で、隔週で新作が放送された。
出演者や収録スタジオに全く変更が無く内容もほぼそのままで、毎回2本のゲームソフトが紹介され、どちらがより「クソゲー」（ベストオブクソゲー）であるかを判定。スペシャル版ではコンビ芸人でも1人ずつプレゼンしていたが、今回はコンビで1人として扱われる。

### 出演者
- ピエール瀧
- ヒットマン（河野和男、林田竜次） - 河野が司会席にいるからなのか、たまに「次にプレゼンする人は……僕！」などといった強引な方法でプレゼンを行う。
- フジタ - ファミコンソフト1万本を所有している故に自宅の狭さをネタにしたり、瀧を家に誘おうとしたりしている。また、第12回の放送のスパローズのプレゼンソフト「フォーメーションZ」はフジタ所有のソフト。
- スパローズ（森田悟、大和一孝）
- Theかれー王 - プレゼンの合間合間に「アメリカ人だったら〜ですよ！」→「ガッデム！」などの小ネタを挟む（「〜」には「軽く訴訟もの」「怒り心頭」などが入る）。第12回では「軽く裁判沙汰ですよ！」→「ジャッジメント！」と叫んだ。芸人活動の傍らゲームショップとカレーショップを経営している裕福芸人。

### スタッフ
- 企画・構成 : DEF.GROUND
- プロデューサー : 永田大作（DEF.GROUND）
- 技術 : 山中剛、小松崎義臣、田鍋英宏、渡辺智洋
- ディレクター・編集 : 山下晃平
- 技術協力 : クロスコ株式会社
- プロデューサー : 関根雅史（JIC）
- 制作協力 : DEF.GROUND
- 製作・著作 : MONDO21/JIC

## 紹介ゲーム
| 回    | 放送日         | タイトル                                  | メーカー         | プレゼンター   | ベストオブクソゲー |
| ----- | -------------- | ----------------------------------------- | ---------------- | -------------- | ------------------ |
| 特 番 | 2008年11月09日 |                                           |                  |                |                    |
| 特 番 | 2008年11月09日 | 突然! マッチョマン                        | ビック東海       | スパローズ大和 |                    |
| 特 番 | 2008年11月09日 | ファイターズヒストリー 〜溝口危機一髪!!〜 | データイースト   | Theかれー王    |                    |
| 特 番 | 2008年11月09日 | シャドウゲイト                            | ケムコ           | スパローズ森田 | 最優秀クソゲー     |
| 特 番 | 2008年11月09日 | 熱血硬派くにおくん                        | テクノスジャパン | ヒットマン林田 |                    |
| 特 番 | 2008年11月09日 | アトランチスの謎                          | サンソフト       | フジタ         |                    |
| 特 番 | 2008年11月09日 | コンバットライブス                        | テクノスジャパン | ヒットマン河野 |                    |
| 01    | 2009年11月12日 | ドラゴンニンジャ                          | ナムコ           | Theかれー王    |                    |
| 01    | 2009年11月12日 | ミシシッピー殺人事件                      | ジャレコ         | スパローズ     | ○                  |
| 02    | 2009年11月26日 | 魔鐘                                      | アイレム         | フジタ         | ○                  |
| 02    | 2009年11月26日 | バイオ戦士DAN インクリーザーとの闘い      | ジャレコ         | ヒットマン     |                    |
| 03    | 2009年12月10日 | ジッピーレース                            | アイレム         | ヒットマン     |                    |
| 03    | 2009年12月10日 | スーパーアラビアン                        | サンソフト       | スパローズ     | ○                  |
| 04    | 2009年12月24日 | レイラ                                    | デービーソフト   | フジタ         |                    |
| 04    | 2009年12月24日 | B-WINGS                                   | データイースト   | Theかれー王    | ○                  |
| 05    | 2010年01月07日 | 愛先生のO・SHI・E・TE わたしの星          | アイレム         | ヒットマン     | ○                  |
| 05    | 2010年01月07日 | ヴォルガードII                            | デービーソフト   | フジタ         |                    |
| 06    | 2010年01月21日 | 10ヤードファイト                          | アイレム         | スパローズ     |                    |
| 06    | 2010年01月21日 | フィールドコンバット                      | ジャレコ         | Theかれー王    | ○                  |
| 07    | 2010年02月04日 | 東海道五十三次                            | サンソフト       | フジタ         | ドロー判定         |
| 07    | 2010年02月04日 | 鉄道王                                    | デービーソフト   | スパローズ     | ドロー判定         |
| 08    | 2010年02月18日 | モンティのドキドキ大脱走                  | ジャレコ         | スパローズ     |                    |
| 08    | 2010年02月18日 | レリクス暗黒要塞                          | ボーステック     | ヒットマン     | ○                  |
| 09    | 2010年03月04日 | メルヘンヴェール                          | サンソフト       | Theかれー王    | ○                  |
| 09    | 2010年03月04日 | ナイト・ロアー                            | ジャレコ         | フジタ         |                    |
| 10    | 2010年03月21日 | スクーン                                  | アイレム         | ヒットマン     |                    |
| 10    | 2010年03月21日 | うっでいぽこ                              | デービーソフト   | Theかれー王    | ○                  |
| 11    | 2010年04月01日 | アスピック                                | クリスタルソフト | フジタ         | ○                  |
| 11    | 2010年04月01日 | デッドゾーン                              | サンソフト       | ヒットマン     |                    |
| 12    | 2010年04月15日 | フォーメーションZ                         | ジャレコ         | スパローズ     | ○                  |
| 12    | 2010年04月15日 | 頭脳戦艦ガル                              | デービーソフト   | Theかれー王    |                    |
| 13    | 2010年04月30日 | 星をみるひと                              | ホット・ビィ     | フジタ         | ○                  |
| 13    | 2010年04月30日 | いっき                                    | サンソフト       | スパローズ     |                    |